# 新・三バカ大将 ザ・ムービー
『新・三バカ大将 ザ・ムービー』（しん・さんばかたいしょう ザ・ムービー、原題: The Three Stooges）は、2012年にアメリカで公開されたコメディ映画。1930年代のアメリカで人気を博した短編映画『三ばか大将』のリメイク作品。日本では劇場公開されずビデオスルーとなった。

## ストーリー
ある日、孤児院の前に三人の赤ん坊が置き去りにされる。三人は過激ないたずらで人々を困らせる問題児であったが、院長は温かく彼らを育てていく。
そして年月は経ち、三人はいい歳をした中年男性になるが、頭の中はまるで成長しておらず、過激ないたずらはエスカレートするばかりであった。しかし、そんな彼らのもとに、孤児院が財政難によって取り壊されるという報せが入ってくる。
30日以内に83万ドルの債務を返済しなければならないことを知った三人は、町に出て資金を集めようと奮闘するが、行く先々でトラブルを引き起こしてしまう。

## キャスト
※括弧内は日本語吹替
- ラリー - ショーン・ヘイズ（小形満）
- カーリー - ウィル・サッソー（島田敏）
- モー - クリス・ディアマントポロス（松本保典）
- 院長 - ジェーン・リンチ（亀井芳子）
- リディア - ソフィア・ベルガラ（根本圭子）
- シスター・ローズマリー - ジェニファー・ハドソン（富樫美鈴）
- マック - クレイグ・ビアーコ（根本泰彦）
- ミスター・ハーター - スティーヴン・コリンズ（横堀悦夫）
- シスター・メアリー・メンゲレ - ラリー・デヴィッド
- テディ - カービー・ヘイボーン（英語版）（佐藤晴男）
- ミセス・ハーター - カーリー・クレイグ（英語版）
- シスター・バーニス - ケイト・アプトン（疋田涼子）
- シスター・リカーダ - マリアンヌ・レオーネ（英語版）
- ラトリフ神父 - ブライアン・ドイル＝マーレイ